# Stor-Italien

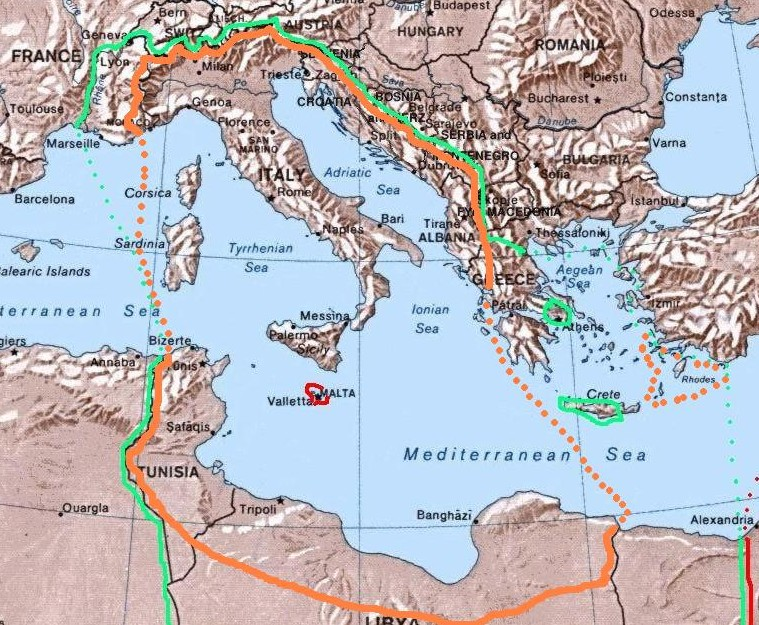
Det tänkta italienska riket

Grande Italia (italienska för Stora Italien) var ett ambitiöst projekt som planerades av det fascistiska Italien där målet var att skapa ett expanderande imperium bestående av utöver de irredentiska territorierna Korsika, Nice, Dalmatien och Malta, olika territorier vid Medelhavet såsom Albanien, Montenegro, norra Tunisien och norra Libyen. Avsikten var att skapa en italiensk stat där icke-italienska delar skulle assimileras och en italiensk kolonisering skulle upphöjas. Expansionen var tänkt att ge Italien en chans att återta kontrollen över Medelhavet, och man blickade tillbaka till det Romerska riket som hade Medelhavet som innanhav.

## Historia
År 1936 tillträdde Cesare Maria De Vecchi som guvernör över de italienskkontrollerade öarna i det Egeiska havet. Snart efter hans tillträde började De Vecchi att inom det italienska fascistpartiet förespråka idén om skapandet av ett nytt italienskt imperium (på italienska: "Italia Imperiale"), ett rike som, i likhet med Romarriket, skulle sträcka sig bortom Europa och inkludera delar av norra Afrika (på italienska: "Quarta Sponda", den fjärde kusten).
De Vecchis dröm var ett italienskt imperium som inkluderade alla de europeiska områden som italienska irredentister önskade inlemma i Italien (Nice, Savojen, Ticino, Venezia Giulia, Dalmatien, Korfu, Malta och Korsika) och där det under många århundraden funnits italienare, men även de nordafrikanska territorier (Libyen och Tunisien) där italienska emigranter skapade "kolonier" under den senare delen av 1800-talet.
Efter år 1936 och under Andra världskriget inkluderades även de italienska besittningarna i det Egeiska havet (de joniska öarna Zakynthos, Ithaka, etc.) i projektet. Den fascistiska regimen inledde en process varigenom dessa grekiska öar skulle tvingas till att bli mer italienska.
De Vecchis åsikter accepterades delvis av Mussolini under 1940-talet, när Italien tog steget in i Andra världskriget, men stötte på opposition och skepsis från Italiens kung, Viktor Emanuel III.
År 1942, i och med den italienska ockupationen av Korsika och Tunisien, hade de territorier som De Vecchi talat om, med undantag för Malta, till fullo hamnat i italienska händer. Projektet blev emellertid inte politiskt slutfört då krigslyckan i detta skede vände för axelmakterna.